# به زیر رفتن
«به زیر رفتن» (به انگلیسی: Going Under) ترانه‌ای از گروهٔ موسیقی راک آمریکایی اونسنس می‌باشد که در نخستین آلبوم استودیویی گروه تحت عنوان ساقط (۲۰۰۳) قرار دارد و در ۱۸ اوت سال ۲۰۰۳ توسط وایند-آپ رکوردز به‌عنوان دومین تک‌آهنگ آلبوم منتشر شده‌است. لی این ترانه‌را راجع‌به خاتمه دادن به یک رابطهٔ بد نوشته است.